# دانشگاه فنی صوفیه
دانشگاه فنی صوفیه (بلغاری: Технически университет) بزرگترین دانشگاه فنی در بلغارستان است که در صوفیه قرار دارد.